# Rio Mersey
O Rio Mersey é um dos principais rios do Noroeste da Inglaterra. O seu nome deriva do inglês antigo e significa "rio de fronteira", possivelmente referindo-se ao fato de ter sido uma fronteira entre os antigos reinos da Mércia e da Nortúmbria. Durante séculos, fez parte da fronteira entre os condados históricos de Lancashire e Cheshire.

## Descrição
O Mersey começa na confluência do Rio Tame e do Rio Goyt em Stockport. Corre para oeste através do sul de Manchester, entrando depois no Manchester Ship Canal em Irlam, tornando-se parte do canal e mantendo os seus níveis de água. Após 6,4 km (4 milhas), sai do canal, fluindo em direção a Warrington, onde se alarga. De seguida, estreita-se ao passar entre Runcorn e Widnes. A partir de Runcorn, o rio alarga-se num grande estuário, que tem 4,8 km (3 milhas) de largura no seu ponto mais largo, perto de Ellesmere Port. O curso do rio vira depois para norte, à medida que o estuário se estreita entre Liverpool e Birkenhead, na Península de Wirral, a oeste, e deságua na Baía de Liverpool. No total, o rio corre 111 km (69 milhas).
Em 1886, foi inaugurado um túnel ferroviário entre Birkenhead e Liverpool, como parte do caminho de ferro Mersey Railway. Dois túneis rodoviários passam sob o estuário a partir de Liverpool: o túnel Queensway, inaugurado em 1934, liga a cidade a Birkenhead, e o túnel Kingsway, inaugurado em 1971, a Wallasey. Uma ponte rodoviária, concluída em 1961 e mais tarde denominada Silver Jubilee Bridge, atravessa entre Runcorn e Widnes, adjacente à Runcorn Railway Bridge, inaugurada em 1868. Uma segunda ponte rodoviária, a Mersey Gateway, foi inaugurada em outubro de 2017, com uma estrada de seis faixas que liga a Central Expressway de Runcorn a Speke Road e Queensway em Widnes. O Mersey Ferry opera entre Pier Head em Liverpool e Woodside em Birkenhead e Seacombe, tendo-se tornado uma atração turística com cruzeiros que proporcionam uma visão geral do rio e das áreas circundantes.
A qualidade da água do Mersey foi gravemente afetada pela industrialização e, em 1985, foi criada a Mersey Basin Campaign para melhorar a qualidade da água e incentivar a regeneração das margens. Em 2009, foi anunciado que o rio está "mais limpo do que em qualquer outro momento desde a revolução industrial" e é "atualmente considerado um dos mais limpos do Reino Unido". O Mersey Valley Countryside Warden Service gere reservas naturais locais, como Chorlton Ees e Sale Water Park.

## Na cultura popular
O rio deu o seu nome ao Mersey Beat, desenvolvido por bandas de Liverpool, notavelmente os Beatles. Em 1965, foi o tema do single de sucesso "Ferry Cross the Mersey", de Gerry & The Pacemakers, e de um filme musical com o mesmo nome. Os poetas de Liverpool publicaram uma antologia dos seus trabalhos, The Mersey Sound, em 1967.
A parte do rio que atravessa Manchester é o tema principal da canção dos Stone Roses "Mersey Paradise", incluída no lado B da versão de 12 polegadas do seu êxito de 1989 "She Bangs the Drums" e no álbum de compilação de 1992 "Turns into Stone".
A Frota dos Grandes Veleiros visitou o Mersey em quatro ocasiões, primeiro em 1984, depois em 1992, 2008 e 2012.
A canção tradicional "Leaving of Liverpool" menciona o rio no seu verso inicial.